# Эйстейнн Тоурдарсон
Эйстейнн Тоурдарсон (исл. Eysteinn Þórðarson; 3 марта 1934, Оулафсфьордюр, Эйстюрланд — 24 декабря 2009, Энджелс-Кэмп, Калифорния) — исландский горнолыжник, участник зимних Олимпийских игр 1956 и 1960 годов.

## Биография
Эйстейнн Тоурдарсон родился 3 марта 1934 года в исландском городе Оулафсфьордюр.
В 1956 году вошёл в состав сборной Исландии на зимних Олимпийских играх в Кортина-дʼАмпеццо. В слаломе занял 26-е место, показав по сумме двух заездов результат 4 минуты 0,3 секунды и уступив 45,6 секунды завоевавшему золото Тони Зайлеру из Австрии. В гигантском слаломе поделил 56—57-е места с Сэнди Уайтлоу из Великобритании с результатом 3.49,4, уступив 49,3 секунды победителю Тони Зайлеру. Также был заявлен в скоростном спуске, но не вышел на старт.
В 1960 году вошёл в состав сборной Исландии на зимних Олимпийских играх в Скво-Вэлли. В скоростном спуске занял 37-е место, показав результат 2.26,2 и уступив 20,2 секунды завоевавшему золото Жану Вюарне из Франции. В слаломе показал 17-й результат по сумме двух заездов — 2.24,9, проиграв 16 секунд победителю Эрнсту Хинтерзеру из Австрии. В гигантском слаломе занял 27-е место с результатом 1.59,1, уступив 10,8 секунды завоевавшему золото Роже Штаубу из Швейцарии.
Умер 24 декабря 2009 года в американском городе Энджелс-Кэмп.